# Каненсія
Каненсія (ісп. Canencia) — муніципалітет в Іспанії, у складі автономної спільноти Мадрид. Населення — 504 особи (2010).
Муніципалітет розташований на відстані близько 55 км на північ від Мадрида.

## Демографія
Динаміка населення (INE ):

## Галерея зображень

Розташування муніципалітету у автономній спільноті Мадрид
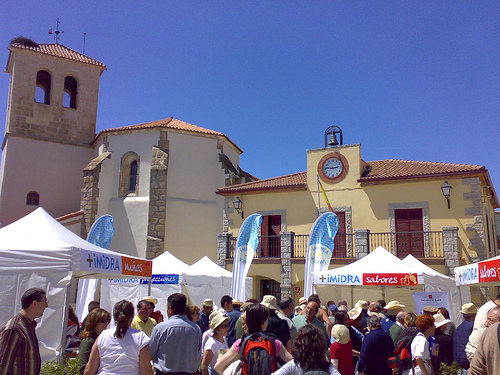
Центральна площа
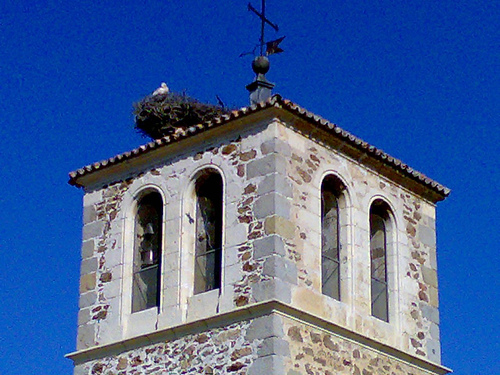
Дзвіниця церкви Санта-Марія-дель-Кастильйо
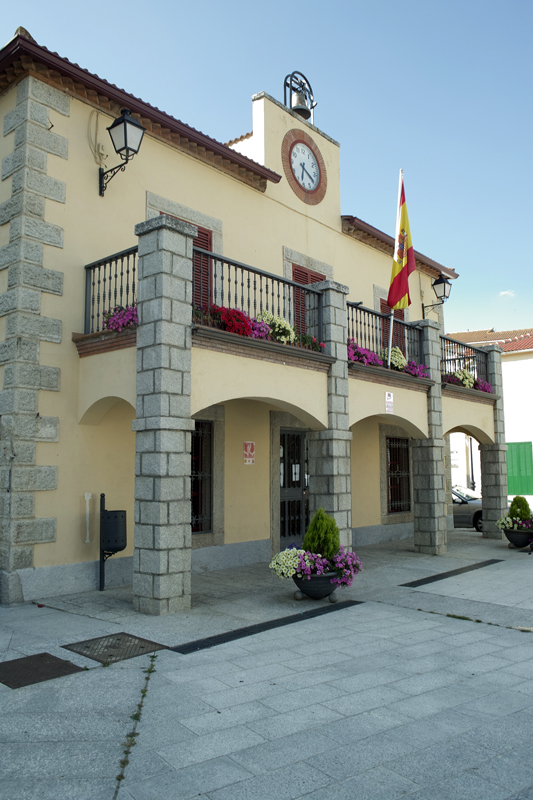
Муніципальна рада
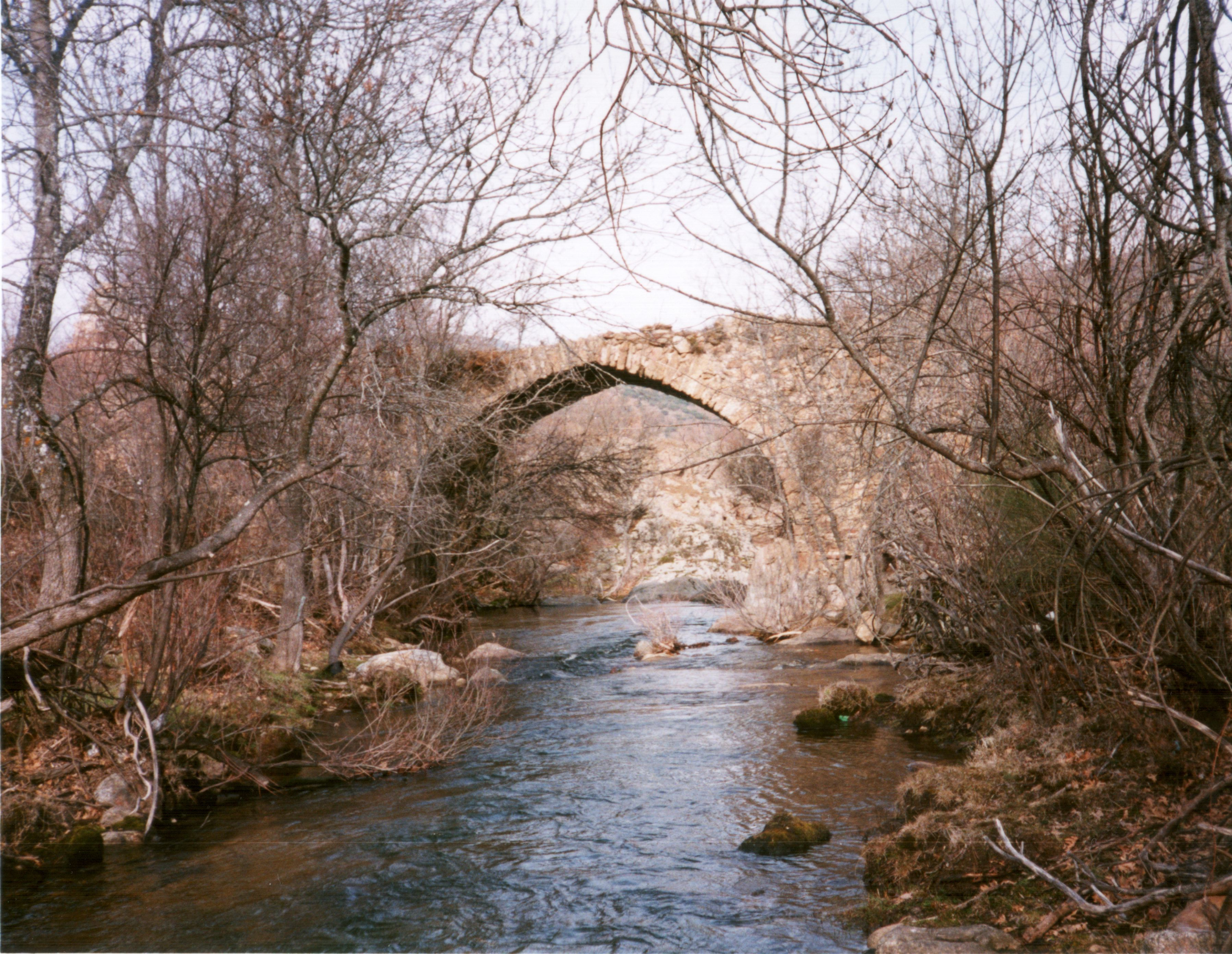
Середньовічний міст